# Макије (Мачерата)
Макије (итал. Macchie) насеље је у Италији у округу Мачерата, региону Марке.
Према процени из 2011. у насељу је живело 178 становника. Насеље се налази на надморској висини од 322 м.